# 偶像宣言角色列表
偶像宣言角色列表是日本漫畫《偶像宣言》及動畫《花漾明星Kirarin》的登場人物說明。

## 登場人物
人物名稱的表示方式是中文名稱（日文原名）：聲優

※備註：本列表的人物譯名以台港漫畫版與香港電視版為準（兩者大部分相同），台灣TV版專有譯名請將字體轉為台灣正體。

### 主要角色
月島KIRARI(漫畫：月島星璃)（配音員：久住小春（早安少女組｡）/廣播劇：松來未祐/台灣：楊凱凱、梁世韻（配唱）/香港：鄭麗麗）
代表顏色：  蓝色，  黄色，  粉红色
女主角。貪吃的14歲中學生（新人偶像）。7月7日生，身高157公分，體重40公斤，血型O型。最愛吃章魚燒、可麗餅，食量驚人，可以吃150個以上的可麗餅。飼養著寵物小奈，可以聽懂貓的語言。初期因為KIRARI對SHIPS的日渡星司一見鍾情，為了接近星司，所以立志要成為偶像而發表要成為偶像的宣言。後來在村西社長的建議下，轉學到SHIPS讀的學校（小石川學園），跟小倉惠理奈同班。後來工作期間面對宙人對自己的温柔，而開始喜歡宙人，並於漫畫第十四期向宙人表白。做出的東西都會變成蘑菇。裁縫和烹調(特別是蛋糕)在學校的最低分數低於零分達負五分，後經宙人的教導下，裁縫技術變好和再也不會令蛋糕變成‘蘑菇蛋糕’。與雨宮嵐是青梅竹馬，尊敬霧澤葵。在Black Moon時期，放下了長髮，一身黑色打扮，在黑木威逼下發出不會再笑、不再唱歌的宣言，後來因不忍心看見歌迷受傷而放棄了。在第三季，因為受到Cloudy所發布的緋聞影響，令人氣跌至谷底，在傳媒的壓力下及為了不想拖累SHIPS和MilkyWay其他成員而發出引退宣言（漫畫版中是受Cloudy要脅才發出引退宣言），但後來受到事務所的所有人的安慰和鼓勵而再出道，更非常有毅力地開辦街頭演唱會而令人氣回復，也因為此令Cloudy良心發現，從而公開緋聞真相和退出演藝界。漫畫第十四期成為著名化妝品公司「Princess Tiara」的代言人。
風真宙人（配音員：陶山章央（第一、二季）、井出卓也（第三季）、比嘉久美子（童年）/廣播劇：三本政樹/台灣：何志威、李明幸（年幼）/香港：李致林）
男主角。SHIPS的成員之一，14歳。個性輕佻，是一個標準的傲嬌，是個嘴硬心軟的人，6月10日生，雙子座。身高168公分，體重51公斤，血型A型。最愛吃烤肉，因為自小便要照顧一眾弟弟，所以做家事非常擅長，總愛與星璃作對，其實是口硬心軟，與KIRARI是歡喜冤家，但其實很喜歡KIRARI。例如在KIRARI發表「戀愛花火」時，幫她放煙火作背景。在漫畫第十三期發現自己喜歡的人是KIRARI，並於第十四期回應她的表白。動畫中曾到美國學習跳舞，在比賽取得冠軍後回日本。和星司經常幫助KIRARI，與天川泉是青梅竹馬，也被她搶走了初吻。在Cloudy 追求KIRARI期間曾數次流露出醋意（告訴KIRARI不喜歡她為去Cloudy 的生日會而打扮，和討厭看見KIRARI跟其他人拍廣告時接吻），並於KIRARI人氣下滑期間在她身邊默默支持。
日渡星司（配音員：保志總一朗（第一、二季）、金井史更（第三季）/廣播劇：羽多野涉/台灣：陳宏瑋/香港：曹啟謙）
SHIPS的成員之一，14歳。12月24日生，身高171公分，體重55公斤，血型AB型。個性溫和穩重，看起來很傻，其實很可靠，最愛吃甘納豆、酢昆布、和菓子。飼養著寵物「烏龜先生」，而且聽的懂它的語言。和星琉同樣是天然呆的人，其家族是一個大財團。名字的由來是「日（太陽）」和「星」。變裝時會帶上一副眼鏡，看起來和原本相差很多。和宙人經常幫助KIRARI。其實在較早期已經知道KIRARI和宙人互相暗戀對方，所以在漫畫第十三期裡假裝向KIRARI表白，令他們知道自己真正喜歡的人是對方。
其實星司也是喜歡KIRARI的，應該說他把KIRARI放在重要的位置，但因為明白KIRARI的心意，所以決定幫助KIRARI。

### 競爭對手
小倉惠理奈（配音員：城雅子/台灣：詹雅菁/香港：曾秀清，劉惠雲（代配））
14歳。11月20日生，血型B型。屬村西藝能事務所，與天川泉是勁敵。於第三季成立自己的事務所，後來泉加入。寵物為當當。因一次偶遇，被月島KIRARI的冰琪琳破壞了名牌皮包，一直討厭KIRARI。但後和KIRARI成為同班同學和同一間事務所，關係微妙改變。但事實上，為了成為第一的偶像，經常想辦法陷害KIRARI，但每次失敗告終，反而自食其果。在61集,改變了形象成為了女頭目參加節目，後因意外被KIRARI救回。曾經希望跳槽到BLACKWOOD，但後被拒絕。在星璃宣告退出藝能界到荷里活發展時，忍不着流淚。證明了惠理菜和KIRARI是好朋友。第三季因美術技能被發掘，離開日本發展。可惜後來因持田望也被發掘，令她失去了出國機會。最後與星璃爭奪偶像天后,微敗於星璃。出道以來，歌曲有夏天的斯里蘭卡和夏天的斯里蘭卡2007。曾喜歡月島昂。奪得獎項有：NEW配角獎，搞笑女孩獎和金色薔薇獎。曾於動畫《旋風管家》第一季的第33集中以金色頭髮客串登場，在節目內的學園祭中擔任演出嘉賓。
雨宮嵐（配音員：川上貴史/台灣：陳宏瑋、許雲雲（年幼）/香港：張裕東，黃榮璋（代配））
是一位世界排名第三頂級的魔術師，14歳。1月1日生，身高168公分，體重52公斤，血型O型。跟KIRARI青梅竹馬，喜歡著KIRARI。每次見到KIRARI笑容可愛的樣子，都會流鼻血，已經養成習慣。
藤堂吹雪（配音員：下屋則子/台灣：許雲雲、李明幸（第53集起）/香港：曾佩儀）
出身於名古屋的名模特兒，藤堂集團的千金大小姐，14歲。11月7日生，血型O型。喜歡成熟帥氣式的服裝。屬東山事務所。與KIRARI是對手。
天川泉（配音員：柚木涼香/台灣：詹雅菁/香港：梁少霞，何璐怡（代配））
本名為「和泉冰太郎」（いずみ ひょうたろう）。3月30日生，血型O型。跟宙人是青梅竹馬。因宙人沒有遵守跟他組成偶像團體的約定而男扮女裝現身，但卻喜歡宙人，還搶走了宙人的初吻，嫉妒星璃跟宙人很要好。在59話時男扮女裝曝光後向宙人告白。於第三季轉到小倉惠理菜的事務所。
Cloudy（配音員：馬場徹/台灣：方榮鋒/香港：巫哲棋）
本名速水霧也，曾經整容。9月21日生，血型AB型。利用KIRARI等人對他的信任不段使計陷害KIRARI（其實在漫畫版中交代他是受東山薰子指使），最後因良心責備而停手、公開真相和退出演藝界。而在登場期間亦喜歡上星琉。動畫版則是Cloudy於告別演唱會時交代從KIRARI出道開始已經是KIRARI的超級fans，為了縮短跟KIRARI的距離而出道成為偶像（跟星琉出道的原因一樣）。

### 村西藝能事務所
村西社長（配音員：千葉進步/台灣：何志威/香港：蘇強文，翟耀輝（代配））
SHIPS 的經理人兼事務所社長。9月26日生，血型B型。未開辦村西事務所前，在東山事務所擔任經理人工作，當時是星野晴（雲井霞）經理人。
雲井佳澄（配音員：根谷美智子/台灣：許雲雲、李明幸（第53集起）/香港：許盈，謝潔貞（代配））
星璃、動畫裡閃閃☆亮亮和MilkyWay的經理人。10月10日生，血型A型。在擔任KIRARI的經理人前，是東山事務所的藝人，當時的藝名是星野佳澄，但後來村西社長開辦村西事務所，雲井霞決定去幫村西社長，於是放棄當偶像的夢想，轉為做經理人，希望與村西社長一同培育優秀的偶像。與東山薰子、卡特莉奴和老鼠會長一樣在動畫版中首先登場，其後才於漫畫版中正式登場。

### 東山事務所
東山薰子（配音員：松井菜櫻子/台灣：詹雅菁/香港：黃玉娟）
前東山社長的女兒，現繼承東山社長的職務，為人奸險，經常設法將KIRARI逐出演藝圈，因想讓村西社長重回東山事務所。單戀村西社長。
北川（配音員：川野剛稔/台灣：陳宏瑋）
東山社長的秘書。

### 月島家
月島天（配音員：山脇〆紀/台灣：陳宏瑋/香港：雷霆）
KIRARI的爸爸。5月15日生，血型O型。每一餐都會煮非常多的份量給KIRARI。起初反對KIRARI做偶像，但後來被KIRARI的決心感動，轉為支持KIRARI做偶像。而後為了實現夢想，辭掉工作以後開『KIRARI Cafe』。
月島星昴（配音員：淺沼晉太郎、緒乃冬華（童年）/台灣：何志威/香港：黃榮璋）
KIRARI的哥哥。12月25日生，血型O型。在紐約學習演藝，夢想是做一位明星。由於態度太囂張，每次試鏡都介紹自己很厲害，因此每次參加試鏡都沒成功。戴上了棕色假髮的他外表和星琉一樣。
月島奶奶（配音員：野澤雅子/台灣：許雲雲、李明幸（第53集起）/香港：蔡惠萍）
星琉的外婆，露娜的媽媽，非常喜歡宙人。因宙人跟星璃死去的外公很像，至於哪裡像，卻不得而知。
露娜（配音員：島本須美/台灣：雷碧文/香港：林芷筠）
本名月島烏拉拉，星琉的媽媽，是個女演員。為了實現好萊塢的夢想在星璃小時候離開了家到國外發展。食量十分驚人，更遺傳給昴和星琉。

### 風真家
宙人的媽媽（配音員：佐佐木優子/台灣：許雲雲、雷碧文（第62集起）/香港：陳凱婷）
宙人的母親，由於工作長期在國外。
風真南雲（配音員：河杉貴志/台灣：許雲雲、雷碧文（第62集起）/香港：黃鳳英）
宙人的二弟，讀中學一年級生。言行都用敬語。
風真虹太（配音員：新谷惠/台灣：詹雅菁/香港：張頌欣）
宙人的三弟，讀小學四年級生。很喜歡小奈。
風真海（配音員：加藤英美里/香港：陸惠玲）
宙人的四弟，讀幼稚園。
風真空（配音員：寒川ほのか）
宙人的五弟，還是個嬰兒不會說話。

### 競爭對手
觀月光（配音員：萩原舞/台灣：雷碧文/香港：林元春）
才藝出眾而狂妄的偶像候補生，討厭貓，13歲。2月7日生。曾經和星璃組成團體閃閃☆亮亮及一起唱歌和開設「W Crescent」（漫畫版中只由星琉一人開設）一起擔任設計時尚、店鋪經營及一起戲劇演出，是為了解決觀月光舞臺上做不了下一步的緊張毛病及讓星璃嘗試教導後輩的能力，最終閃閃☆亮亮在第77集解散後單飛出道。和小涉是青梅竹馬，在78集時接受了小涉的告白。
雪野諾兒（配音員：北原沙彌香/台灣：林美秀/香港：羅杏芝）
代表顏色：  蓝色
是一位運動少女，擅長各種運動，很受學校同學仰慕，夢想得到奧運金牌，14歲。12月24日生。救了即將被車撞到的星璃，與星璃和花咲子紅組成MilkyWay。曾經因跌入Cloudy所設下的圈套而喜歡過他，並誤會星琉想引誘Cloudy 而與子紅一起杯葛星琉。經星琉解釋後相信一切都是Cloudy 的陰謀。
花咲子紅（配音員：吉川友/台灣：雷碧文/香港：程文意）
代表顏色：  黄色
是一位不可思議的少女，擅長於占卜，14歲。3月3日生。與星璃和雪野諾兒組成MilkyWay。認識星琉前因母親工作關係經常搬遷而經常轉學，導致結識不到朋友，而後寄住在月島家和轉學跟SHIPS同班。
霧澤葵（配音員：齋藤千和/台灣：許雲雲、李明幸（第53集起）、艾青（配唱）/香港：張頌欣）
超人氣的偶像，17歲。連續5年晶鑽皇后的得獎者。屬Omega事務所，星璃是唯一讓她專心應付的對手，後來和星璃成為朋友。動畫第93集從偶像界引退，轉為創作型歌手。
南茜（配音員：吉田小百合/台灣：詹雅菁、許雲雲（第39集）、艾青（配唱）/香港：陳凱婷）
屬東山事務所，具有跟霧澤葵分庭抗禮的實力。原本立志成為芭蕾舞者，因練習時意外扭到腳造成終生不能跳芭蕾舞，而後東山社長邀請她做偶像，因對人生失去依靠，所以聽從東山社長陷害星璃，而後來則受星璃的永不放棄的精神所感動向她道歉。後來跟星璃成為朋友。
美空晴子（配音員：勝生真沙子/台灣：許雲雲/香港：袁淑珍）
東山事務所資深女優，跟星璃拍過一部電視劇。
春野冰冰（配音員：笹本優子/台灣：詹雅菁/香港：陸惠玲）
屬東山事務所的旗下的藝人，她是談話性綜藝節目的固定班底，是個很會製造效果的來賓。其他來賓要跟主持人說話的時候她都會插嘴來製造效果。
媞娜・葛藍朵（配音員：恆松步/台灣：詹雅菁/香港：梁少霞/黃紫嫻）
美國當紅的偶像，精通日語，推出的新歌是全美第一，第78集帶著GEPS到日本表演。
黑木旭（配音員：桐井大介/台灣：何志威/香港： 陳廷軒）
時尚界頂級的設計師，被稱為「時尚界的革命兒」，作風比東山薰子還狠。
麻央（配音員：勝呂美和子/台灣：李明幸/香港：楊善諭）
在動畫版第67集登場，是黑木旭旗下的藝人，「Super Nova」的團員，與美央是雙胞胎姐妹。由於多次陷害觀月光未果（黑木旭指使），被黑木旭當成棄卒，最後和星璃變成朋友。後來成為村西事務所的藝人，與美央組成「M Square」重新出道。
美央（配音員：江原詩織/台灣：詹雅菁/香港：何璐怡）
在動畫版第67集登場，是黑木旭旗下的藝人，「Super Nova」的團員，與麻央是雙胞胎姐妹。由於多次陷害觀月光未果（黑木旭指使），被黑木旭當成棄卒，最後和星璃變成朋友。後來成為村西事務所的藝人，與麻央組成「M Square」重新出道。

### 其他人物
持田望夫（配音員：坂口候一/台灣：陳宏瑋/香港： 陳卓智、張裕東（代配））
他是一名偶像，但身形比較肥胖。喜歡KIRARI。
皮耶特羅佐久間
著名化妝品牌「Princess Tiara」（プリンセス・ティアラ）社長，外觀是個身材矮小的老爺爺，喜歡動畫，動畫版沒有登場。於一次舞會上邀請KIRARI和伊吹凜參與其公司代言人試鏡，他同時在代言人試鏡比賽中擔任評判。

## 登場動物

### 主要角色
小奈（配音員：池田千草/廣播劇：比嘉久美子/台灣：詹雅菁/香港：何璐怡、陳皓宜（代配）、李凱傑（人類形態））
星璃最令人可靠的寵物（朋友）。是個超級小貓咪（寵物明星），二歲半。7月3日生，最愛吃鯛魚燒，它常躺在星璃的頭上及肩膀上。和小洋、咪亞是三兄弟。名字的由來是因為牠的叫聲是「Na」。於漫畫版的最後一回中，與小妙生了四名兒子。

### 其他動物
烏龜先生
日渡星司飼養的烏龜，5月2日生。
小洋（配音員：倖月美和/台灣：許雲雲、李明幸（第53集起））
嵐飼養的小貓咪，二歲半。7月3日生，最愛是銅板，不喜歡鈔票，常協助雨宮嵐表演魔術。與小奈和咪亞是三兄弟。
咪亞（配音員：望月久代/台灣：楊凱凱）
吹雪飼養的小貓咪，二歲半。7月3日生，與小奈和小洋是三兄弟，不過牠不承認。會表演金龍魚姿態。
雞年
藤堂吹雪飼養的世界最強壯的小雞。2月29日生。取名為雞年的原因是漫畫版連載初登場時剛好是2005年（乙酉年，即雞年）。
小妙（配音員：矢作紗友里/台灣：李明幸）
是隻女貓咪，因小奈救了她，對它一見鍾情。動畫版為野貓，漫畫版則為被其中一名叫「雙子星男孩」（ライノセラス）的偶像團體成員所飼養。
小優（配音員：宮田千穗里/台灣：李明幸）
天川泉飼養的小貓咪。8月31日生，視力很差有配戴眼鏡，喜歡小奈。初登場時被星琉、宙人等人誤會為男性貓咪。
奈先生（配音員：新川惠）
月島昴（星璃哥哥）飼養的小貓咪，它的叫聲跟小奈很像，因在美國出生，所以名字有英文Mr.Na。
老鼠會長
村西事務所的會長，是一隻小老鼠。6月1日生。常跟小奈表演話劇，占卜的預測準確率高達100%，有一名妻子和多名兒女。
卡特莉奴（/台灣：何志威）
東山社長飼養的鱷魚。
乳磨呂
流水霧也飼養的小貓咪。2月14日生。他的眼神擁有令人著迷的能力，有飼養一頭名為富子的乳牛。

## 漫畫版登場人物
人物名稱的表示方式是　中文名稱（日文原名）：聲優
伊吹凜
人氣讀者模特兒，14歲，動畫版沒有登場。非常看不起KIRARI，喜歡宙人，因此視KIRARI為情敵，甚至以「著名化妝品公司的代言人」作為賭注，與星琉爭奪向宙人表白的機會，為了成為代言人不段在試鏡比賽中使詐，但最終仍然輸給KIRARI，令KIRARI得到向宙人表白的機會。比賽後與胞弟伊吹冽一起以偶像團體身份出道。
伊吹冽
伊吹凜的雙胞胎弟弟，14歲，有戀姊情結，在鋼琴、太鼓、畫漫畫、跳舞亦非常擅長，動畫版沒有登場。因為誤解宙人非禮凜而非常憎恨他，有時候會易服為女性假扮凜代替她做一些她不會做的事。對凜非常順從，會不惜一切完成凜所交代的事。
莓野美由
有出演納豆廣告的經驗，因此被KIRARI稱呼為「黏黏女孩」，所以對星琉沒有好感，動畫版沒有登場。參與試鏡比賽期間被伊吹冽所假扮的凜迷惑，而協助凜在代言人的試鏡比賽中妨礙KIRARI。

### 登場動物
小呼（配音員：河杉貴志/台灣：陳宏瑋）
是一隻很容易被遺忘的貓，嫉妒小奈。而後跟觀月光住在一起。
丹丹（配音員：坂口候一/台灣：陳宏瑋）
小倉繪理奈飼養的狗。
米澤
持田望夫飼養的其中一隻牛，另一隻名叫松板。
小黑（配音員：光井愛佳（早安少女組｡））
在ハロモニ@特別企劃中設計作為小奈敵人的貓。其原型樣貌由當時早安少女組｡內，除久住小春的其他8位成員中，採用道重沙由美的設計，然後再由剩餘7人中抽選出光井愛佳作為配音員，而其名字則由家庭觀眾的設計中選出。以上整個企劃過程亦於ハロモニ@內詳細報導。
尼古（配音員：柿原徹也/台灣：方榮鋒/香港：蔡惠萍）
為了成為大人物，從貓鎮來到都市拜小奈為師，後來成為雪野諾兒的寵物貓。2月1日生。尊敬小奈，單戀小咪。與小奈、小咪組成「喵喵三貓組」。
小咪（配音員：下屋則子/台灣：林美秀/香港：梁少霞）
為了能夠發光發熱，跟隨尼古一起來到都市，後來成為花咲子紅的寵物貓。3月1日生。單戀乳磨呂，與小奈、尼古組成「喵喵三貓組」。

### 其他人物
大文字源五郎（配音員：中村秀利/台灣：陳宏瑋/香港:梁志達）
演藝圈的名演員兼導演、主持人，擔任「NOJYO Hot Idol Show」及其他節目的主持人。
爆笑湯米先生（配音員：園部啓一/台灣：何志威/香港：招世亮）
他是搞笑節目的開心果，也常常幫助月島星璃。
高田皮耶魯（配音員：坂口候一/台灣：何志威/香港：張炳強）
是有名的愛情劇本製作人。
田中英子（配音員：倖月美和/台灣：許雲雲、李明幸（第53集起））
是星璃轉學後的同班兼好友，興趣是排球。跟山田美子搭配的排球殺球絕招是『熱血鬥魂球』。
山田美子（配音員：池田千草/台灣：楊凱凱、詹雅菁（第53集起））
是星璃轉學後的同班兼好友，興趣是排球。跟田中英子搭配的排球殺球絕招是『熱血鬥魂球』。
吉澤瞳（配音員：吉澤瞳/台灣：許雲雲/香港：何璐怡）
是早安少女組｡的隊長（2005-2007年），動畫版第16集客串演出。
鎌田友雄（配音員：太田哲治/台灣：陳宏瑋）
音樂製作人兼跳舞講師，通稱KAMA桑。
翼岬涉（配音員：宮田幸季/台灣：李明幸/香港：伍博民）
觀月光兒時好朋友，夢想是成為足球員。兒時便下定決心要保護小光，喜歡小光。在78集時和小光告白。

## 譯名對照
因為曼迪傳播與台灣漫畫版或香港TV版的部分譯名有所差異，所以提供以下譯名對照以供參考。
| 台港漫畫版/香港TV版 | 曼迪傳播   |
| ------------------- | ---------- |
| 月島星琉            | 月島Kirari |
| 花咲子紅            | 花嘯子紅   |
| 小倉惠理菜          | 小倉愛麗娜 |
| 天川泉              | 天川和泉   |
| Cloudy              | 酷朗迪     |
| 雲井霞              | 雲井佳澄   |
| 月島昴              | 月島星昴   |
| 奈仔                | 小奈       |
| 烏龜先生            | 小烏龜     |
| 奈也                | 小洋       |
| 喵仔                | 妙妙       |
| 雞年                | 小雞       |
| 乳磨呂              | 小麻呂     |
| 奈先生              | Mr.納      |
| 早晨少女組          | 早安少女組 |

## 外部連結
- （日語）人物關係圖